# Orlovača (Prijedor)
Pour les articles homonymes, voir Orlovača.
Orlovača (en serbe cyrillique : Орловача) est une localité de Bosnie-Herzégovine. Elle est située sur le territoire de la ville de Prijedor et dans la république serbe de Bosnie. Selon les premiers résultats du recensement bosnien de 2013, elle compte 3 172 habitants.

## Géographie
La localité est située au sud de Prijedor et au nord-ouest du lac de Saničani, à la confluence de la rivière Miloševac et de la Gomjenica, un affluent droit de la Sana.

## Démographie

### Évolution historique de la population dans la localité
| 1948 | 1953 | 1961 | 1971 | 1981  | 1991  | 2013  |
| ---- | ---- | ---- | ---- | ----- | ----- | ----- |
| -    | -    | 511  | 795  | 1 132 | 1 105 | 3 172 |

|  |